# تشيب كيد
تشيب كيد (بالإنجليزية: Chip Kidd)‏ هو محرر ومصمم وكاتب ومصمم جرافيك أمريكي، ولد في 12 سبتمبر 1964 في ريدينغ في الولايات المتحدة.

## وصلات خارجية
- تشيب كيد على موقع IMDb (الإنجليزية)
- تشيب كيد على موقع إن إن دي بي (الإنجليزية)
- تشيب كيد على موقع ديسكوغز (الإنجليزية)